# Finské národní muzeum
Finské národní muzeum (finsky: Suomen kansallismuseo) je muzeum ve finském hlavním městě Helsinky (adresa Mannerheimintie 34). Jde o muzeum především historické, které se soustřeďuje na představení a zmapování finských dějin. Je spravováno Agenturou pro dědictví (Museovirasto), jež podléhá ministerstvu kultury a vzdělávání. Bylo založeno roku 1893, jakožto Státní historické muzeum. Budova muzea byla postavena v letech 1905 až 1910 a otevřena pro veřejnost v roce 1916. Svůj současný název a status získalo muzeum po zisku nezávislosti v roce 1917. Budovu navrhli architekti Herman Gesellius, Armas Lindgren a Eliel Saarinen. Je postavena v duchu historismu a romantismu tak, aby se podobala středověkým kostelům a hradům. Interiér je ovšem převážně secesní. Strop vstupní haly je vyzdoben freskami na motivy národního eposu Kalevala, které v roce 1928 vytvořil Akseli Gallén-Kallela. Lze si je prohlédnout bez zaplacení vstupného do muzea. Ve třetím patře muzea je speciální interaktivní oddělení pro děti zvané Vintti. Z linie popisu národních dějin se vymykala sbírka indiánských artefaktů z Mesa Verde v Coloradu, kterou muzeu daroval cestovatel Gustaf Nordenskiöld. Šlo o jednu z největších sbírek indiánských artefaktů mimo americký kontinent. V roce 2019 bylo rozhodnuto vrátit je zástupcům původních obyvatel Spojených států. Po dohodě s jejich představiteli bylo v muzeu ponecháno a vystaveno asi 600 položek.